# Nuria Llagostera Vives
Nuria Llagostera Vives (Palma de Mallorca, 16 de maio de 1980) é uma ex-tenista profissional espanhola, seu melhor ranking na WTA de simples foi de N. 35, em duplas onde é especialista de N. 5, em Novembro de 2009.

## Honras
Simples
- 2005 WTA de Rabat, Marrocos sobre Zheng Jie
- 2008 WTA de Bogotá, Colombia sobre María Emilia Salerni

## Curiosidade
Nuria Llagostera, destaque da Fed Cup, já posou nua na revista Interviú, em 2008. Ela afirma que como tenista não se ganha muito dinheiro, apenas o suficiente para viver e que decidiu posar nua para atrair o interesse de empresas para o fechamento de novos contratos, além de considerar suas próprias fotos bonitas.